# Otto Thenius

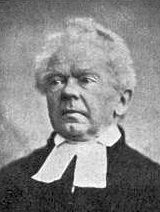
Otto Thenius

Otto Thenius (* 9. Juni 1801 in Dresden; † 13. August 1876) war ein deutscher evangelisch-lutherischer Theologe, Exeget sowie Konsistorialrat, der durch mehrere, für die exegetische Wissenschaft des 19. Jahrhunderts bedeutsame Arbeiten zum Alten Testament bekannt wurde.

## Leben und Wirken
Er wurde als Sohn des Stadtschreibers und Aktuars beim Stadtgericht Dresden Benjamin Heinrich Thenius geboren. Von 1816 bis 1820 besuchte Thenius in Meißen die dortige Fürstenschule St. Afra. Im Anschluss daran studierte er Theologie an der Universität Leipzig, wo er u. a. Schüler von Johann Georg Benedict Winer war. In Leipzig trat in der Historisch-theologischen Gesellschaft zu Leipzig bei und promovierte im Jahre 1823 zum Dr. phil. 1824 wurde Otto Thenius in Skassa bei Großenhain Pfarrer und somit ein Nachfolger des dort als Pfarrer tätig gewesenen Land- und Grenzkommissars Adam Friedrich Zürner.
1826 wechselte Thenius als Pfarrer an das Stadtkrankenhaus nach Dresden. 1832 wurde er Diakon für die Dresdner Kreuz- und die Frauenkirche. Bereits ein Jahr später wechselte er als Diakon und Garnisonsprediger an die Dreikönigskirche nach Dresden-Innere Neustadt. Dort wirkte er bis zu seinem 50. Lebensjahr, in dem er zum Pfarrer ernannt wurde. Im Jahre 1870 wurde er im 69. Lebensjahr emeritiert. In seine Amtszeit fällt u. a. der Anbau des Kirchturms an die Dreikönigskirche in den Jahren 1854 bis 1859.
Otto Thenius war einer der Mitgründer der 1833 gegründeten Gustav-Adolf-Stiftung in Dresden.

## Ehrungen
- Ritter des Königlich Sächsischen Verdienst-Ordens

## Mitgliedschaften
Otto Thenius war Mitglied der Deutschen Morgenländischen Gesellschaft.

## Schriften (Auswahl)
- Die Bücher Samuel’s. Kurzgefaßtes exegetisches Handbuch zum Alten Testament, Leipzig, 1842.
- Das Evangelium ohne die Evangelien. Sendschreiben an Bruno Bauer, Leipzig, 1843.
- Zwei Predigten, Leipzig, 1844.
- Die Bücher der Könige, nebst einem Anhange. Das vorexilische Jerusalem und dessen Tempel. Mit 3 lithogr. Tafeln., (=Kurzgefasstes exegetisches Handbuch), Leipzig, 1849.
- Der Psalter nach Luther’s Uebersetzung, unter Berücksichtigung des Grundtextes, Leipzig, 1859.
- Das Evangelium der Evangelien, gegen Dr. Strauß, Leipzig, 1865.